# Islamski Ruch Azawadu
Islamski Ruch Azawadu (fr. Mouvement islamique de l'Azawad, MIA) – ugrupowanie militarne powstałe 24 stycznia 2013 w wyniku rozłamu Ansar ad-Din. Islamski Ruch Azawadu zadeklarował przystąpienie do pokojowych negocjacji, mających na celu zakończenie wojnę domową w Mali.
Ugrupowanie składające się jedynie z malijskich umiarkowanych islamistów potępiło i odrzuciło praktyki terrorystyczne, czynione przez Ansar ad-Din i pobratymców z Al-Ka’idy Islamskiego Maghrebu (AQIM) oraz Ruchu na Rzecz Jedności i Dżihadu w Afryce Zachodniej (MUJAO), którzy walczyli z tuareskim Narodowym Ruchem Wyzwolenia Azawadu (MNLA), a także armią malijską wspieraną przez afrykańską koalicję AFISMA z Francuzami na czele.
Rozłamowcy zaapelowali do prowadzących ofensywę islamistów o wstrzymanie, przygotowań do ataku na Kidal i Menakę, gdzie przebywali członkowie Islamskiego Ruchu Azawadu, co pomogłoby stworzyć klimat pokoju pozwalający nam na rozpoczęcie wszechstronnego dialogu politycznego. 28 stycznia 2013 bojownicy z MIA wraz z Narodowym Ruchem Wyzwolenia Azawadu weszli do miasta Kidal. Podobna sytuacja miała miejsce w Lere, gdzie bojownicy MIA połączyli się z MNLA. Do sojuszu doszło także w miastach Tessalit i In Chalil przy granicy z Algierią. Po wejściu do Kidalu Francuzów (30 stycznia 2013), MIA i MNLA wysłali wspólną delegację do Wagadugu na negocjacje z malijskimi władzami.
19 maja 2013 dowódca ugrupowania Alghabasse Ag Intalla ogłosił jego rozwiązanie i przyłączenie się do politycznej Wysokiej Rady na Rzecz Jedności Azawadu (HCUA) na czele której stał jego brat Intalla Ag Attaher. Wysokiej Rady na Rzecz Jedności Azawadu prowadziła następnie rokowania z rządem malijskim, które doprowadziły do podpisania traktatu pokojowego w Wagadugu z 18 czerwca 2013 kończącego wojnę domową między Tuaregami a siłami rządowymi z Bamako.